# Mario Strecha
Mario Strecha (Zagreb, 1956. – Zagreb, 2019.), hrvatski povjesničar.
Doktorirao na Filozofskom fakultetu u Zagrebu. Predaje Hrvatsku povijest u 19. stoljeću (1790. – 1918.).
Posebno područje njegovog znanstvenog interesa je hrvatska povijest na kraju 19. i početku 20. stoljeća te istraživanje povijesti hrvatskog katolicizma. Na tu je temu objavio nekoliko radova i knjiga. 